# Rosita Quiroga
Rosa Rodríguez Quiroga de Capiello (Buenos Aires, 16 de enero de 1896-16 de octubre de 1984), más conocida como Rosita Quiroga, fue la primera cantante arrabalera del tango. Realizó la primera grabación eléctrica en Argentina.

## Carrera artística
Heredera directa de los payadores, cantaba a media voz, mezclando palabras del lunfardo con que se había criado en el barrio de La Boca. 
Grabó su primer disco en 1923, titulado “Siempre criolla”, su primer tango fue “La tipa”, del guitarrista Enrique Maciel  y letra de Enrique Pedro Maroni. Comenzó su carrera con Rosita del Carril, con quien formó un dúo. Aprendió a tocar la guitarra con Juan de Dios Filiberto. Fue ella y la compañía “Victor” quienes inauguraron en la Argentina las grabaciones eléctricas en 1926, en 1930 estuvo trabajando en el teatro Empire, tuvo continuidad hasta el 10 de febrero de 1931 cuando grabó 4 temas y prácticamente puso fin a su carrera, pero seguía presentándose esporádicamente en la radio. 
Fue la primera mujer que cantó tangos en LOX (luego LR10) Radio Cultura. “La Nación” del 27 de octubre de 1924 la ubicaba en el segundo lugar entre “los cinco números principales” del día -en que ella era el número principal de Radio Cultura- después de Terceto Arenas (guitarra y canto, por LOY Radio Nacional), y precediendo a Jazz-Band González por LOR Asociación Argentina de Broadcasting, American Jazz-Band Jacke por LOV- Brusa, y Enrique Delfino por LOW Grand Splendid.
En 1938 en Japón se convirtió en la primera intérprete que se escuchó. Fue impulsora de estrellas como Mercedes Simone, Oscar Ugarte, Dorita Davis y Agustín Magaldi. Retornó al disco en marzo de 1952 e hizo cuatro temas y se retiró en 1970 unos días antes de su fallecimiento. Quiroga se convirtió durante los 40 y 50 en una notable cantante de fuerte carácter arrabalero y poco popular. Con el paso de los años, sus canciones comenzaron a formar parte de los repertorios de numerosos cantantes. En 1955 sufriría persecución a raíz de sus ideas políticas viéndose obligada al exilio en Paraguay donde continuaría con su carrera.

En 1970 viajó a Osaka, Japón por una invitación de una peña tanguera que lleva su nombre. En sus últimos años se la solía ver en el programa de Eduardo Bergara Leumann, "Botica de tango".
Su carrera en el cine fue opaca y escasa, solo llegó a participar en un film en 1976, "El canto cuenta su historia", de Fernando Ayala y Héctor Olivera.
Falleció a los 88 años de edad el 16 de octubre de 1984. Una plazoleta del barrio porteño de San Nicólas ubicada en Av. Pres. Roque Saénz Peña, Esmeralda, Tte. Gral. Juan D. Perón en San Nicolás, lleva su nombre.

## Filmografía
- El canto cuenta su historia (1976)